# Bande (Gerichtsbezirk)
Der Gerichtsbezirk Bande ist einer der 9 Gerichtsbezirke in der Provinz Ourense.
Der Bezirk umfasst 8 Gemeinden auf einer Fläche von 779,44 km² mit dem Hauptquartier in Bande.

## Gemeinden
| Gemeinde             | Einwohner (2024) | Fläche km² | Dichte Einw./km² | Cod INE | Postleitzahl              |
| -------------------- | ---------------- | ---------- | ---------------- | ------- | ------------------------- |
| Bande                | 1.473            | 98,96      | 15               | 32006   | 32840                     |
| Calvos de Randín     | 644              | 97,87      | 7                | 32016   | 32648                     |
| Entrimo              | 1.079            | 84,52      | 13               | 32030   | 32860                     |
| Lobeira              | 718              | 68,88      | 10               | 32041   | 32850                     |
| Lobios               | 1.820            | 168,38     | 11               | 32042   | 32643                     |
| Muíños               | 1.418            | 109,56     | 13               | 32051   | 32880                     |
| Padrenda             | 1.534            | 57,04      | 27               | 32056   | 32220, 32226–32229, 32236 |
| Verea                | 955              | 94,23      | 10               | 32084   | 32813                     |
| Gerichtsbezirk Bande | 9.641            | 779,44     | 12               | –       | –                         |